# Bregje de Brouwer
Bregje Maria de Brouwer (* 9. März 1999 in Goirle) ist eine niederländische Synchronschwimmerin.

## Erfolge
Bregje de Brouwer begann wie ihre Zwillingsschwester Noortje im Alter von fünf Jahren mit dem Synchronschwimmen, da ihre ältere Schwester Maaike bereits diesen Sport ausübte. 2015 gab sie ihr internationales Debüt bei den Europaspielen in Baku und belegte mit ihrer Schwester Noortje den zehnten Platz. Bei den 2021 ausgetragenen Olympischen Spielen 2020 in Tokio überstanden sie als Neunte die Qualifikation im Duett und beendeten auch das Finale mit 176,1612 Punkten auf Rang neun. De Brouwer gewann 2023 bei den Europaspielen in Krakau ihre erste Medaille. Im Duett mit Marloes Steenbeek gewann sie im technischen Programm hinter den Österreicherinnen Anna-Maria Alexandri und Eirini-Marina Alexandri die Silbermedaille. Bei den Weltmeisterschaften 2024 in Doha im Februar sicherte sich Bregje de Brouwer mit ihrer Schwester Noortje eine weitere Silbermedaille im Duett, diesmal im freien Programm. Damit qualifizierten sich die Niederlande für einen Quotenplatz bei den Olympischen Spielen in Paris. In Belgrad wurden Bregje und Noortje de Brouwer im Juni 2024 sowohl im freien als auch im technischen Programm Europameisterinnen.
Bei den Olympischen Spielen 2024 traten Bregje und Noortje de Brouwer erneut im Duett an. Mit 264,7066 Punkten im technischen Teil und 293,6897 Punkten in der Kür erzielten die Niederländerinnen jeweils das dritt- bzw. zweitbeste Resultat aller startenden Mannschaften und schlossen mit 558,3963 Gesamtpunkten den Wettbewerb schließlich hinter den Olympiasiegerinnen aus China Wang Liuyi und Wang Qianyi, die 566,4783 Punkte erzielt hatten, und dem zweitplatzierten britischen Duo Kate Shortman und Isabelle Thorpe mit 558,5367 Punkten als Dritte ab, womit sie die Bronzemedaille gewannen.
De Brouwer studiert Wirtschaftswissenschaften und Sportmarketing an der Johan Cruyff Academy in Amsterdam.